# Лобынцевское сельское поселение
Лобынцевское се́льское поселе́ние — муниципальное образование в Сосковском районе Орловской области Российской Федерации.
Административный центр — село Лобынцево.

## История
Статус и границы сельского поселения установлены Законом Орловской области от 25 октября 2004 года № 433-ОЗ «О статусе, границах и административных центрах муниципальных образований на территории Сосковского района Орловской области».

## Население
| 2010 | 2012 | 2013 | 2014 | 2015 | 2016 | 2017 |
| ---- | ---- | ---- | ---- | ---- | ---- | ---- |
| 278  | ↘268 | ↗273 | ↘265 | ↗273 | ↘268 | ↗276 |
| 2018 | 2019 | 2020 | 2021 | 2023 |      |      |
| ↘257 | ↘248 | ↗253 | ↗286 | ↘275 |      |      |

## Состав сельского поселения
| №  | Населённый пункт | Тип населённого пункта       | Население |
| -- | ---------------- | ---------------------------- | --------- |
| 1  | Дубрава          | посёлок                      | 1         |
| 2  | Ленинский        | посёлок                      | 0         |
| 3  | Лобынцево        | село, административный центр | ↘160      |
| 4  | Людское          | село                         | 6         |
| 5  | Мирный           | посёлок                      | 11        |
| 6  | Новая Жизнь      | село                         | 8         |
| 7  | Обрывище         | посёлок                      | 5         |
| 8  | Пятницкий        | посёлок                      | 1         |
| 9  | Сковородовка     | деревня                      | ↘78       |
| 10 | Соломановка      | посёлок                      | 4         |
| 11 | Суворовка        | деревня                      | 1         |
| 12 | Ястребинка       | деревня                      | 0         |